# Whataburger

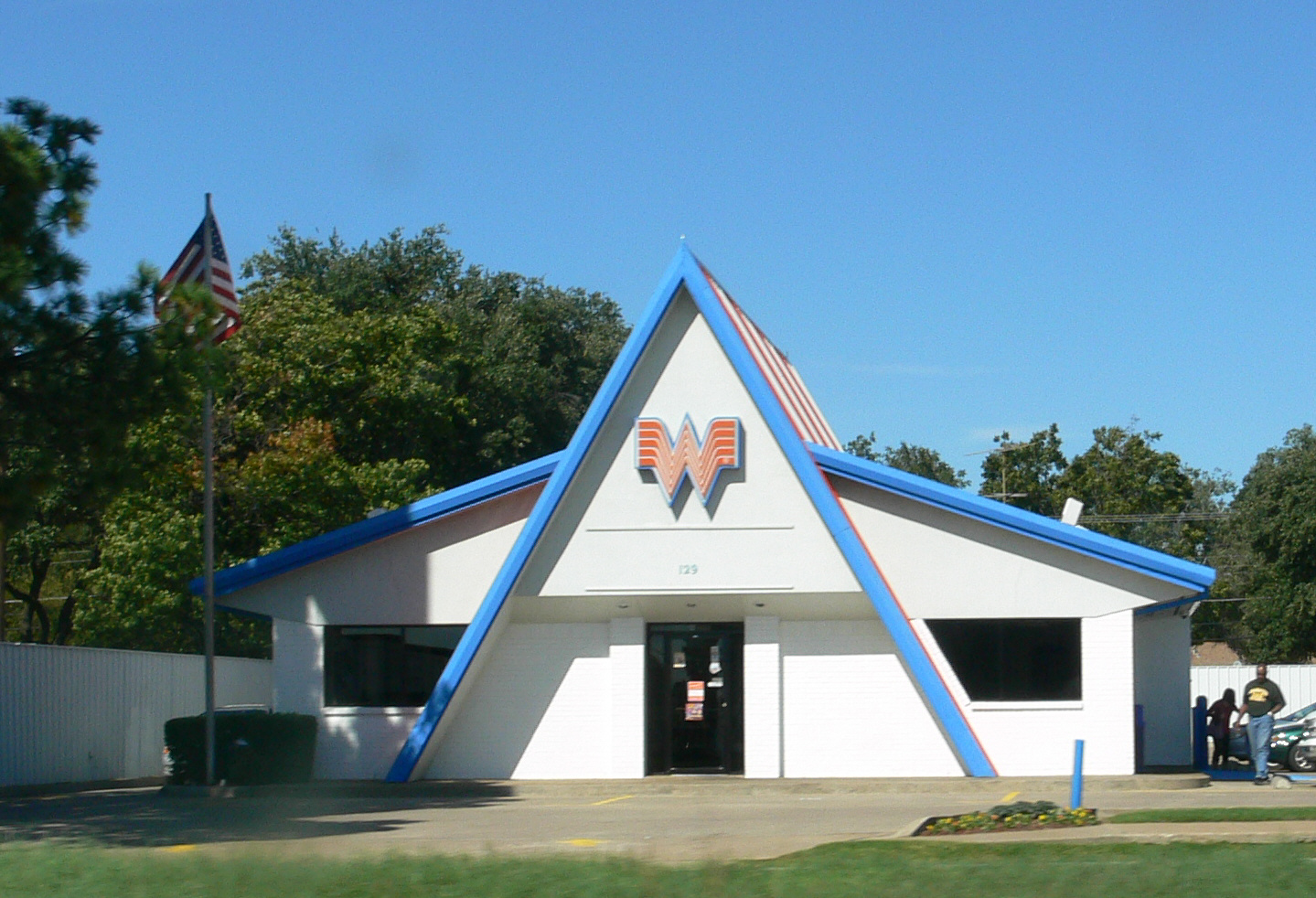
Ein Whataburger Restaurant

Whataburger ist eine US-amerikanische Schnellrestaurantkette, die sich auf Hamburger spezialisiert hat.

## Geschichte

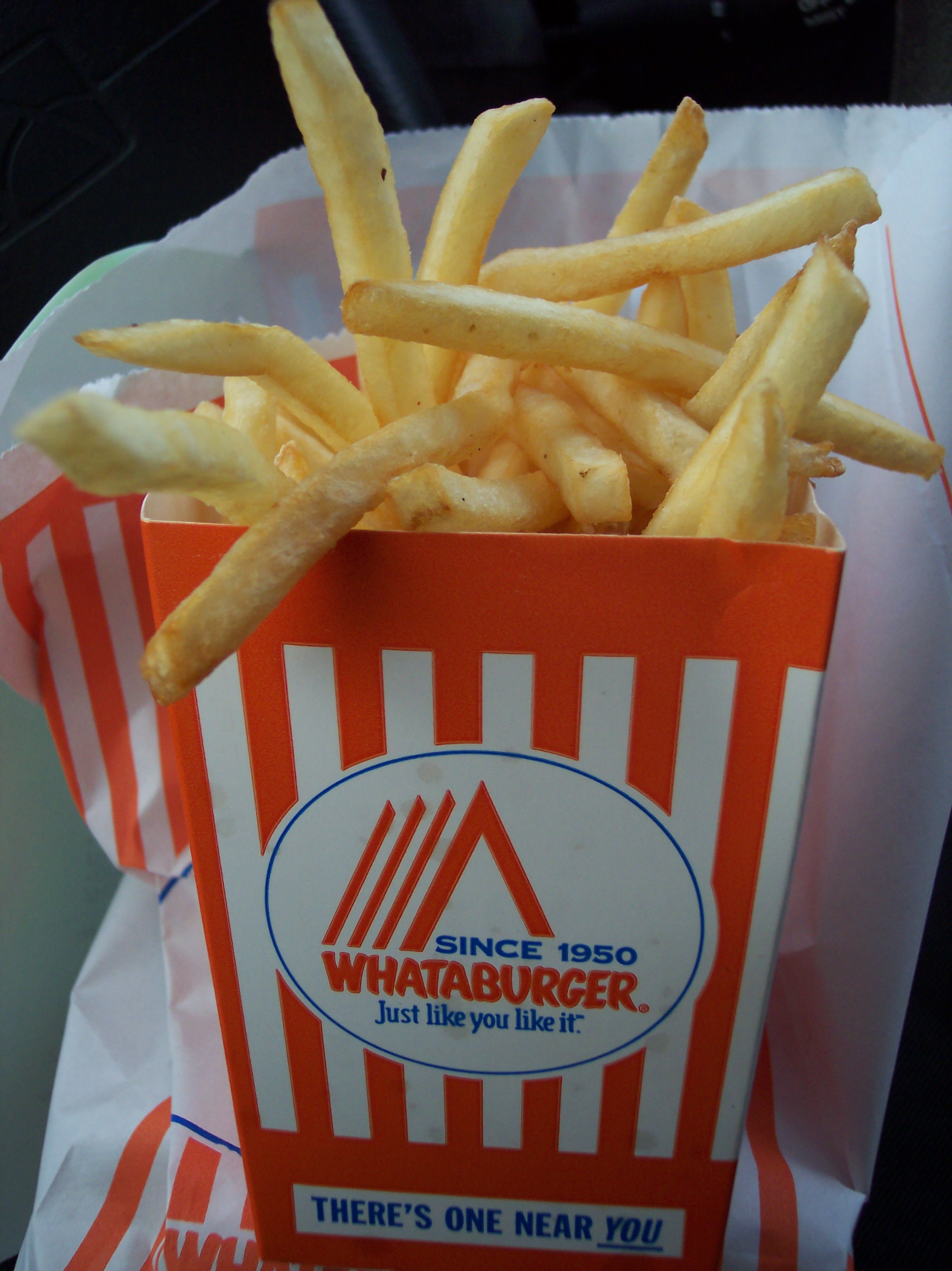
Eine Portion Whataburger Pommes frites

Das Unternehmen wurde von Harmon Dobson gegründet, dessen erstes Restaurant in Corpus Christi, Texas, USA, am 8. August 1950 öffnete. Whataburger öffnete bereits in den 1950er Jahren in ganz Texas Restaurants. Im Jahr 1959 expandierte das Unternehmen in andere Staaten der USA. Das erste Restaurant außerhalb von Texas war eine Filiale im Staat Florida. 2023 gab es 987 Standorte in 10 Staaten der USA sowie in Mexiko. Whataburger verlegte seinen Hauptsitz im Jahr 2009 nach San Antonio.

## Alleinstellungsmerkmale
Whataburger ist bekannt für seine orange-weiß-gestreiften Restaurantgebäude mit auffälligem, spitzem Giebelschleppdach, wobei neuere Restaurants eine konventionelle, Bungalow-ähnliche Bauform mit lediglich einem kleineren A-förmigen Dachaufbau besitzen. Whataburger Restaurants haben genauso wie Waffle Houses 24 Stunden geöffnet. Einige Menüs enthalten den Whataburger Jr. (eine kleinere Version des Whataburgers), den Justaburger (ein Whataburger Jr. nur mit Senf, Essiggurken und Zwiebeln) und Hühnchenstreifenmenüs zusammen mit Texas Toasts und Soße.